# للا تكركوست
للا تكركوست هي قرية أمازيغية جبلية مغربية وسط المملكة. تنتمي للا تكركوست لإقليم الحوز. تضم هذه القرية 6.006 نسمة (إحصاء 2004).وتنقسم إلى جهتين أمزوغ الشتوي و أمزوغ القبلي